# Храм Покрова Пресвятой Богородицы (Новые Бурасы)
Церковь Покрова Пресвятой Богородицы — приходской православный храм в посёлке Новые Бурасы Саратовской области. Относится к Саратовской епархии Русской православной церкви. Здание храма утрачено. С 2000 года храм расположился в переоборудованном здании.

## История
В середине XVIII века в Новых Бурасах из чернолесья была построена небольшая церковь во имя Покрова Божией Матери. В начале 1860-х годов строение полностью сгорело вместе со всеми документами. В 1866 году в селе Новые Бурасы Саратовской губернии тщанием прихожан была возведена деревянная церковь, при которой построена и деревянная колокольня. Храм был шатровым, построен из крупных сосновых брёвен. В храме было обустроено три престола: главный в честь Покрова Пресвятой Богородицы, правый — во имя Пресвятой Живоначальной Троицы, левый — во имя святителя и Чудотворца Николая. В штате церкви числились два священника, диакон и два псаломщика. При храме были оборудованы два дома для священников, работала церковно-приходская школа.
В 1937 году храм был закрыт. Здание церкви до наших дней не сохранилось, разобрали его уже после Великой Отечественной войны. Церковную утварь, иконы выбрасывали под речку, некоторые жители забирали домой православные реликвии.

## Современное состояние
В 1999 году население Новых Бурас обратилось с прошением в Саратовскую епархию об открытии в поселке православного прихода и строительстве здания храма.
16 июня 1999 года депутатами Новобурасского районного собрания в собственность прихода было передано здание кинотеатра «Заря». В течение 2000 года сооружение бывшего кинотеатра было обустроено и переделано под храм.
24 декабря 2000 года, по благословению Архиепископа Саратовского и Вольского Александра (Тимофеева †2003), протоиерей Василий Антипов в сослужении духовенства совершил чин положения Антиминса и первую Божественную Литургию.
13 февраля 2005 года Преосвященейший Епископ Саратовский и Вольский Лонгин совершил чин великого освящения Покровского храма в посёлке Новые Бурасы.
К данной церкви приписан старинный храм Архангела Михаила в селе Лох Новобурасского района, который в настоящее время восстанавливается из руин силами добровольцев и прихожан.